# Orlan

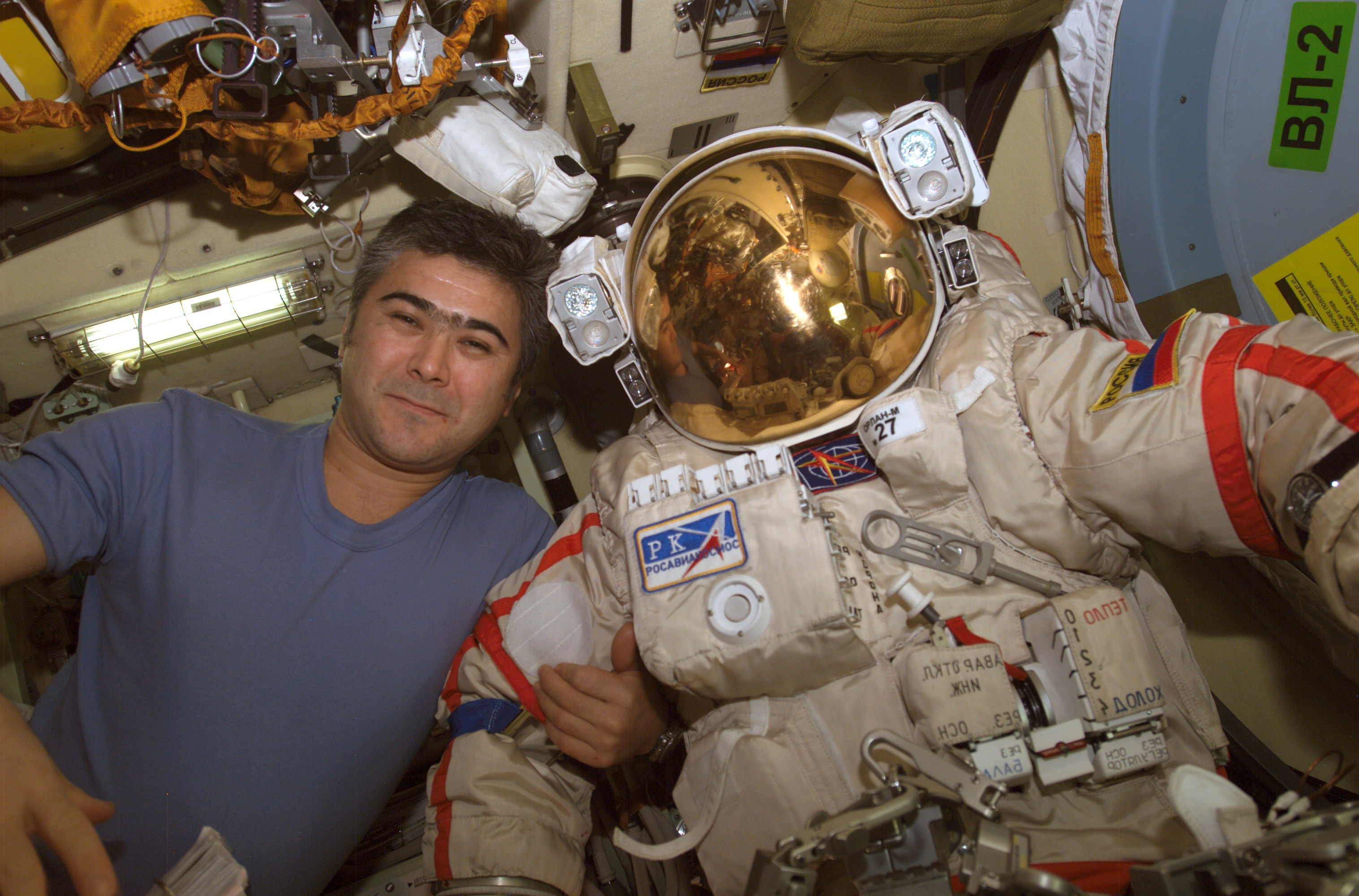
Kosmonaut Saližan Šaripov se skafandrem Orlan na Mezinárodní vesmírné stanici.

Orlan je sada polopevných skafandrů zkonstruovaných firmou NPP Zvezda pro použití v sovětském a později ruském vesmírném programu. Slovo Orlan znamená rusky „mořský orel“.

## Vývoj
Skafandry Orlan prošly různými modely. Modely Orlan-D, Orlan-DM, Orlan-DMA a Orlan-M byly používány v kosmu; modely Orlan-GN, Orlan-T a Orlan-V byly používány pro výcvik. Původní model skafandru Orlan, s pracovní výdrží dvě a půl hodiny vyvíjený pro použití na Měsíci jako součást Sovětského lunárního programu, byl zrušen ve prospěch modelů s větší pracovní výdrží. Orlan-D již vydržel tři hodiny; Orlan-DM až devět hodin.
Skafandry Orlan jsou polopevné, což znamená, že mají pevnou kostru a helmu ale pružné ruce. Skafandry byly navrženy se zadním vstupním otvorem skrz připevněný batoh, což umožňuje relativně rychlé obléknutí (přibližně pět minut). První modely byly připojeny ke kosmické lodi kabelem, který dodával energii a zajišťoval komunikaci. Orlan-DM a následující modely byly již navrženy jako soběstačné.

## Historie
První výstup do kosmu se skafandrem Orlan byl proveden 20. prosince 1977 na sovětské vesmírné stanici Saljut 6 během mise Sojuz 26. Jurij Romanenko a Georgij Grečko zde testovali skafandr Orlan-D. Orlan-DM byl poprvé použit 2. srpna 1985 na stanici Saljut 7 kosmonauty Vladimirem Džanibekovem a Viktorem Savinychem.
Skafandry Orlan byly používány pro výstupy do kosmu na vesmírných stanicích Saljut. Na stanici Mir byly použity nové modely Orlan-DMA a Orlan-M. Orlan-DMA byl poprvé testován 26. ledna 1990 Alexandrem Viktorenkem a Alexandrem Serebrovem a Orlan-M 29. dubna 1997 Vasiliem Ciblijevem a Jerrym M. Linengerem. Orlan-M byl na stanici Mir používán až do jejího konce a nyní je používán na Mezinárodní vesmírné stanici.
Dne 3. února 2006 byl z Mezinárodní vesmírné stanice vypuštěn na dočasnou oběžnou dráhu okolo Země vysloužilý skafandr Orlan (známý též jako Radioskaf, SuitSat, Radio Sputnik) s rádiovým vysílačem umístěným v přílbě.

## Výcvik
Skafandry Orlan jsou používány ve Výcvikovém středisku Jurij Gagarina v Moskvě: Orlan-GN pro výcvik pod vodou, Orlan-T pro nácvik postupů ve vzduchové kapse a Orlan-V pro výcvik pohybu ve stavu beztíže.